# Décembre 2003

## Lundi1erdécembre2003
- Europe : réunion, à Maastricht (Pays-Bas) du conseil interministériel de l'Organisation pour la sécurité et la coopération en Europe (OSCE).
  - Le ministre russe des Affaires étrangères, Igor Ivanov met en garde les États-Unis et l'Union européenne contre toute ingérence dans les zones d'influences traditionnelles de la Russie, et annonce que le gouvernement russe refuse de fermer ses bases militaires en Géorgie et en Moldavie.
- France : le plan Vigipirate est monté vers la phase orange. Du 1er au 5 décembre, des inondations et des coulées de boue se produisent dans le sud de la France où 16 départements sont classés en état de catastrophe naturelle.
- Suisse : lancement officiel de l'Initiative de Genève, un plan de paix alternatif, élaboré par l'Israélien Yossi Beilin et le Palestinien Yasser Abd Rabbo pour donner des clefs pour la résolution du conflit israélo-palestinien. Cette action est soutenue par le secrétaire d'État américain, Colin Powell.

## Mardi2 décembre 2003
- Tunisie : le Secrétaire d'État américain, Colin Powell se rend en visite à Tunis.
- Japon : la vitesse record de 581 km/h a été atteinte grâce au train à sustentation magnétique Maglev.

## Mercredi3 décembre 2003
- Algérie et Maroc : le Secrétaire d'État américain, Colin Powell se rend en visite à Alger et à Marrakech.
- Tunisie : du 3 au 5 décembre, le président de la république française Jacques Chirac se rend en visite à Tunis, après celle de Colin Powell la veille.
- Mathématiques : un nouveau nombre premier de Mersenne a été découvert par Michael Shafer, un étudiant américain en chimie de 26 ans, avec l'aide du projet GIMPS.

## Jeudi4 décembre 2003
- Irak : en réponse, à l'accord conclu le 26 novembre dernier, entre la France, la Grande-Bretagne et l'Allemagne, en vue de la création d'un QG européen de « planification et de conduite d'opérations militaires, indépendamment de l'Alliance atlantique, le Secrétaire d'État américain, Colin Powell déclare que les États-Unis « ne peuvent pas accepter des structures européennes indépendantes qui feraient doublon avec des capacités existantes de l'OTAN ».

## Vendredi5 décembre 2003
- France : le ministre de la Justice, Dominique Perben, reculant devant le tollé médiatique, annonce le retrait de l'amendement Garraud dont le but était de créer le délit d'interruption involontaire de grossesse, en particulier dans les cas d'accidents de la circulation ayant entraîné la mort d'une femme enceinte.
- Caucase du Nord : attentat-suicide, dans un train de banlieue, près de Iessentouki : 42 morts et 150 blessés.
- Irak : le président George W. Bush nomme l'ancien Secrétaire d'État (1989-1992, James Baker, envoyé spécial pour la dette irakienne.
- Tunisie : du 5 au 6 décembre, à Tunis, sommet Europe-Maghreb, en présence des dirigeants des 5 pays du Maghreb (Tunisie, Maroc, Algérie...) et de 5 pays européens (France, Italie, Espagne, Portugal et Malte).

## Samedi6 décembre 2003
Décès de Paul Louis Halley du groupe Carrefour dans le crash de son jet a Woodstook, en Angleterre.

## Dimanche7 décembre 2003
- France : référendum territoriaux sur la question de ma mise en place d'une collectivité territoriale unique : 72,98 % de « non » en Guadeloupe et 50,48 % de « non » en Martinique. Mais le oui sort en tête à Saint-Barthélemy (95,51 %) et à Saint-Martin (76,17 %).
- Russie : élections législatives remportées par le nouveau parti la Russie unie soutenant le président Vladimir Poutine avec 36,8 % des voix. Percée du « Parti Libéral démocratique » de Vladimir Jirinovski avec 12 % de voix (5,9 % en 1999), et chute du « Parti communiste russe » avec 12,7 % des voix (25,4 % en 1999).
  - L'Organisation pour la sécurité et la coopération en Europe (OSCE) estime que ces résultats constituent « une régression de la démocratie ».

## Mardi9 décembre 2003
- Russie : attentat tchétchène devant l'hôtel National, à Moscou : 6 morts.
- Irak : le gouvernement américain refuse aux pays, n'ayant pas participé à la coalition, le droit de participer aux appels d'offres lancés dans le cadre de la reconstruction du pays.
  - Le gouvernement japonais décide l'envoi, pour un an, de troupes « 'non combattantes ».

## Mercredi10 décembre 2003
- Le Prix Nobel de la paix a été décerné pour la première fois à une femme de religion musulmane, Shirin Ebadi.
- Suisse : l'Assemblée fédérale élit en tant que conseiller fédéral (ministre), le président de l'Union démocratique du centre (Droite nationale), Christoph Blocher.
- Irak : 
  - Le CIG (Conseil intérimaire de gouvernement) décide de la création d'un tribunal spécial chargé de juger les responsables de l'ancien régime.
  - Le néo-zélandais Ross Mountain devient le nouveau représentant de l'ONU en Irak.

## Jeudi11 décembre 2003
- France : Valéry Giscard d'Estaing a été élu à l'Académie française au fauteuil laissé vacant par Léopold Sédar-Senghor. Il a été élu au premier tour avec 19 voix sur 34 votants.

## Vendredi12 décembre 2003
- Union européenne : Réunion du Conseil des chefs d'État et de gouvernement élargi aux futurs membres, au sujet de l'adoption du projet de Constitution européenne, mais qui aboutit à un échec du fait de l'obstruction des gouvernements polonais et espagnol.

## Samedi13 décembre 2003
- Norvège, à Halsa, mort à l'âge de 27 ans de Keiko, l'orque vedette du film Sauvez Willy des suites d'une pneumonie. La réacclimatation de l'orque à la vie sauvage avait été un échec.
- Irak : l'ancien chef d'État irakien Saddam Hussein a été arrêté dans un village à 15 kilomètres de son fief de Tikrit lors d'une intervention de l'armée américaine et d'un groupe de soldats kurdes samedi 13 décembre 2003 à 20h30 heure locale.

## Dimanche14 décembre 2003
- Suisse : le nouveau conseiller fédéral (ministre), Christoph Blocher, de l'UDC (Droite nationale), est nommé au ministère fédéral de la Justice et de la Police.
- La nouvelle de la capture de l'ancien chef d'État irakien Saddam Hussein est annoncée selon un plan médiatique préparé : confirmée par le gouverneur américain en Irak Paul Bremer, le premier ministre britannique Tony Blair, plusieurs membres du Conseil du gouvernement irakien et le groupe kurde ayant aidé l'armée américaine dans cette intervention. 
  - L'annonce de cette capture a provoqué des scènes de joies dans Bagdad (où des coups de feu ont été entendus) et dans tout le monde arabe grâce aux différentes chaînes de télévision ayant relayé cette information.
  - Quelques heures plus tard, cette nouvelle a également été confirmée lors d'une conférence de presse par le général Sanchez, montrant par la même occasion des images de la cave où Saddam Hussein était dissimulé et endormi lorsqu'il a été arrêté, et montrant une partie de l'examen médical subi par Saddam Hussein après cette arrestation.
  - Plus de 600 soldats américains et miliciens kurdes ont participé à l'opération. L'ex-leader irakien était en possession d'un pistolet automatique, de 2 fusils Kalachnikov et de 750 000 dollars américains au moment de son arrestation.

## Lundi15 décembre 2003
- TPIY : devant le tribunal, le général américain Wesley Clark, ancien commandant des forces de l'OTAN pour l'opération de guerre contre la Serbie en 1999, a accusé l'ancien président Slobodan Milošević, d'avoir eu « une connaissance anticipée » du massacre de Srebrenica (Bosnie-Herzégovine) en juillet 1995.
  - L'ancien général Wesley Clark est actuellement candidat à l'investiture démocrate pour les prochaines élections présidentielles américaines.
- Irak : 
  - Le président du Conseil intérimaire du gouvernement irakien (CIG), Abdul Aziz al-Hakim, à la tête d'une délégation, est reçu à Paris, avant de partir pour Berlin et Rome.
  - Les gouvernements américain, allemand et français, sont tombés d'accord pour qu'« une réduction substantielle de la dette irakienne intervienne au sein du Club de Paris en 2004 ».

## Mardi16 décembre 2003
- Catalogne : l'ancien maire de Barcelone, Pasqual Maragall, est nommé président du gouvernement autonome de la Catalogne. Il remplace le centriste Jordi Pujol au pouvoir depuis 1981.
- Grande-Bretagne : le premier ministre Tony Blair annonce détenir des « preuves massives » de la présence en Irak de « laboratoires clandestins », ce que Paul Bremer dément.
- Irak : après Paris, le président du Conseil intérimaire du gouvernement irakien (CIG), Abdul Aziz al-Hakim, à la tête d'une délégation, est reçue à Berlin, avant de partir pour Rome.
- Pakistan : le président de la république pakistanaise, Pervez Musharraf échappe à un attentat perpétré près de sa résidence à Rawalpindi.

## Mercredi17 décembre 2003
- France : à la suite du rapport Stasi, le président Jacques Chirac annonce un projet de loi interdisant le port de signes religieux « ostensibles » dans l'enseignement public.
- Royaume-Uni : dans l'affaire Jessica Chapman et Holly Wells, l'assassin des petites filles, Ian Huntley, est condamné à la réclusion criminelle à perpétuité, pour le meurtre commis en août 2002 à Soham (comté de Cambridge).
- États-Unis : dans l'affaire Executive Life, le gouvernement français accepte de signer un accord final, par lequel il engage la France à payer une amende record de 770 millions de US dollars, mais l'ancien président du Crédit lyonnais, Jean Peyrelevade est exclu de cet accord et continuera donc à être poursuivi.
- Irak : après Paris et Berlin, le président du Conseil intérimaire du gouvernement irakien (CIG), Abdul Aziz al-Hakim, à la tête d'une délégation, est reçu à Rome.
- Iran : le gouvernement iranien signe le protocole additionnel au traité de non-prolifération nucléaire par lequel il autorise l'Agence internationale de l'énergie atomique (AIEA) à mener des inspections surprises.
- Aviation : à l'occasion du 100e anniversaire du premier vol des frères Wright, l'avion-fusée SpaceShipOne, de fabrication privée par la société Scaled Composites, atteint la vitesse de 1,2 Mach et l'altitude de 20,6 km. L'objectif est de gagner le X-Price qui sera décerné au premier engin qui pourra atteindre 100 km d'altitude, revenir sur Terre et recommencer dans les 15 jours. Nouvelle sur Space.com.

## Jeudi18 décembre 2003
- France : le projet de loi pour l'interdiction des signes religieux à l'école est fortement critiqué par la secrétaire d'État à l'Intérieur britannique Fiona Mactaggart et par John Hanford du département d'État des États-Unis. Cette critique est ressentie en France comme une profonde incompréhension entre la vision française de la laïcité et les principes de libertés religieuses à l'anglo-saxonne.
- Israël-Palestine : le premier ministre israélien, Ariel Sharon, présente son « Plan de séparation » unilatéral dans ses grandes lignes : déménagement des colonies juives isolées, annexion de secteurs occupés de la Cisjordanie, accélération de la construction du mur isolant Israël de la Cisjordanie.
- Sciences de l'Univers : la NASA publie les premières photos du premier télescope spatial infrarouge Spitzer, un projet de 670 millions de dollars.

## Vendredi19 décembre 2003
- États-Unis : les amis de Michael Jackson se mobilisent pour lui apporter leur soutien dans le cadre de sa mise en accusation pour agression sexuelle d'un jeune garçon (pédophilie).
- Turquie : Adan Ersoz, le chef présumé des attentats des 15 et 20 novembre, à Istanbul, est inculpé par la Cour de sûreté de l'État.
- Informatique : la version 2.6 du noyau Linux est parue.

## Dimanche21 décembre 2003
- Inauguration de la ligne A du tramway de Bordeaux.

## Lundi22 décembre 2003
- France : le nouveau paquebot Queen Mary 2 quitte les chantiers navals de Saint-Nazaire pour être livré à Southampton (Angleterre).
- Serbie : ouverture à Belgrade du procès de 21 de 36 inculpés impliqués dans l'assassinat de l'ancien premier ministre Zoran Đinđić le 12 mars 2003.

## Mercredi24 décembre 2003
- France : six vols Paris-Los Angeles sont annulés dans la crainte d'un attentat terroriste sur Las Vegas. Il s'agissait en fait d'erreurs d'identification de passagers par le FBI, d'après le « Wall Street Journal ».
- Espagne : des terroristes de l'ETA qui voulaient placer deux valises d'explosifs dans le train Irun-Madrid sont arrêtés en flagrant délit.
- Italie : le groupe italien Parmalat Finanziaria, frappé par un scandale financier, dépose son bilan.
- États-Unis : premier cas officiel d'encéphalopathie spongiforme bovine (ESB).

## Jeudi25 décembre 2003
- Bénin, catastrophe aérienne : un Boeing 727 s'écrase au décollage de l'aéroport de Cotonou, le bilan fait état de 130 morts, 21 survivants et 10 disparus.
- Pakistan : après l'attentat du 16 décembre, le président de la république pakistanaise, Pervez Musharraf échappe à un nouvel attentat qui fait 14 morts.
- La sonde Mars Express, de l'Agence spatiale européenne se met en orbite autour de la planète Mars pendant que le module Beagle 2 se pose. Mais le module n'a pas répondu après son atterrissage.

## Vendredi26 décembre 2003
- Iran : tremblement de terre à Bam, dans le sud du pays. Le dernier bilan officiel fait état de plus de 40 000 morts. La ville a été détruite à 90 %. La communauté internationale est mobilisée et c'est la première fois depuis 1979 que le pays accepte l'aide des États-Unis.

## Lundi29 décembre 2003
- Portugal : dans l'Affaire de la Casa Pia, le procureur général de la République, José Souto Moura, a accusé formellement dix hautes personnalités d'avoir commis des « violences sexuelles sur enfants et d'exercer la prostitution de mineurs ».
- Burundi : le nonce apostolique, Michael Courtney, de nationalité irlandaise, est assassiné par balles.

## Mardi30 décembre 2003
- Un nouveau cas de SRAS a été officiellement confirmé dans la région de Guangzhou en Chine.

## Mercredi31 décembre 2003
- France : décès de la comédienne Sophie Daumier à l'âge de 67 ans. Elle a surtout été connue pour ses duos avec Guy Bedos.
- Irak : les forces d’occupation comptent 155 000 hommes et proviennent de 34 pays (dont aucun État arabe ou musulman).
- Taïwan : le président Chen Shui-bian signe une loi autorisant les référendums. La République populaire de Chine a condamné cette loi.
- Burundi : les rebelles hutus burundais des Forces nationales de libération (FNL), dernier mouvement en guerre contre le gouvernement de transition du Burundi, lancent un ultimatum contre le président de la conférence épiscopale, Simon Ntamwana, à qui ils donnent 30 jours pour quitter le pays, après que celui-ci les a accusés d'avoir « exécuté » le 29 décembre le nonce apostolique au Burundi, Michael Courtney.